# Афінський метрополітен

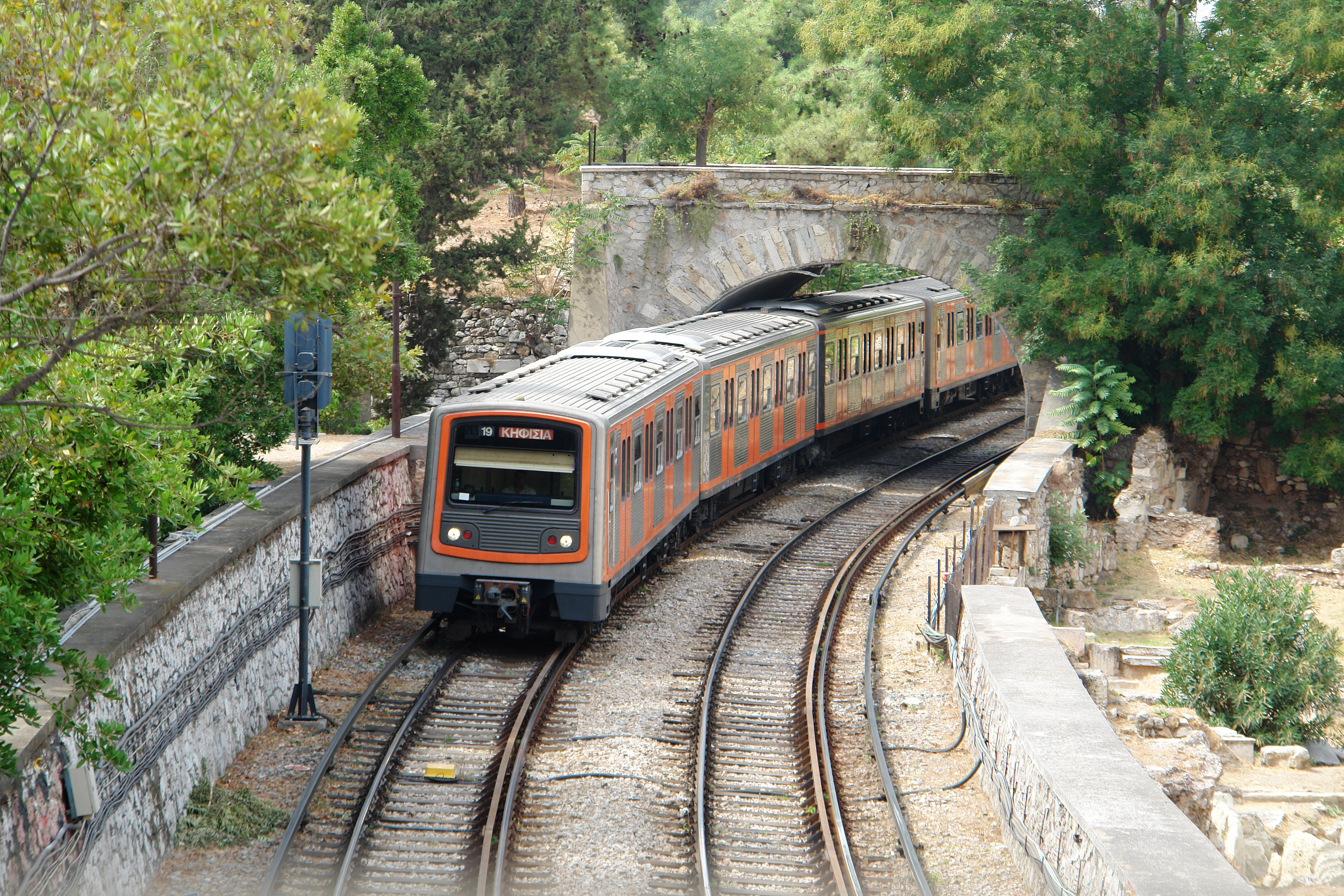
Потяг лінії ІСАП в районі Монастиракі та Афінської агори

Афінський метрополітен — метрополітен міста Афіни, введений до експлуатації в 1869 році, всього на шість років пізніше від лондонського, і став другим у світі.

## Лінії метрополітену
Загальна довжина Афінського Метро становить 84.5 кілометра, загальна кількість станцій — 65. Спочатку метрополітен був одноколійною наземною дорогою завдовжки 12 кілометрів, на якій працював паротяг. Завдяки електрифікації і побудові другої колії в 1904 році Афінський метрополітен набув рис сучасного.
До 2000 року існувала лише одна лінія, але через Олімпійські ігри 2004 року було побудовано ще дві лінії, червону і синю, а перша лінія була капітально відремонтована. Тому Афінське метро вважається зараз одним з найкрасивіших і найсучасніших у світі.
23 липня 2010 року офіційно відкрита станція «Холаргос», 28-ма станція за рахунком. Вхід до станції відкритий з проспекту Мессогейон. Глибина — 22 м. За оцінками «Холаргос» перевозитиме щодня 20 000 пасажирів, відтак маршрут до станції «Синтагма» складатиме лише 9 хвилин.
Наприкінці грудня 2010 року відкриється ще одна станція 3 гілки Афінського метрополітену в Ая-Параскеві.
| Лінія | Колір       | Маршрут                                                           | Відкриття | Довжина | Станції |
| ----- | ----------- | ----------------------------------------------------------------- | --------- | ------- | ------- |
| 1     | Зелена      | Пірей ↔ Кіфіссія                                                  | 1904      | 25,7 км | 24      |
| 2     | Червона     | Айос-Антоніос ↔ Айос-Дімітріос—Александрос Панагуліс              | 2000      | 11,6 км | 14      |
| 3     | Синя        | Егалео ↔ Дукісіс Плакентіас (до аеропорту «Елефтеріос Венізелос») | 2000      | 35 км   | 20      |
| 4     | Помаранчева | Алсос-Веїку ↔ Марусі                                              | 2014      | 21 км   | 21      |

## 4 лінія
У листопаді 2010 року міністр транспорту та інфраструктури Дімітріс Реппас повідомив про початок будівництва першої черги нової 4 гілки Афінського метрополітену. Вона матиме U-подібну форму і сполучить західні райони міста із центром та східними районами Довжина лінії складатиме 33 кілометри, починатиметься вона у західному передмісті Афін — муніципалітеті Галаці. В центрі Афін 4 лінія перетинатиме 3 лінію на станції лікарні «Евангелісмос». На сході 4 лінія сягатиме муніципалітету Іліуполі, а на півночі — муніципалітету Великих Афін Ліковрісі.

## Оплата проїзду
Вартість квитка складає 0,5/1,20 €, квиток дійсний необмежену кількість поїздок протягом 90 хвилин з моменту першого проходу на всіх видах громадського транспорту, за винятком поїздів «Аеропорт-Експрес». Також є можливість придбати квиток вартістю 4,10 €, з терміном дії 24 години, на 5 днів - вартістю 8,20 € з необмеженою кількістю поїздок на всіх видах громадського транспорту. Для туристів пропонується квиток на 3 дні за 20 євро, що включає 2 поїздки від/до аеропорту на метро або автобусі. Діти віком до 6 років можуть безкоштовно користуватися будь-яким громадським транспортом Афін.